# Pasa

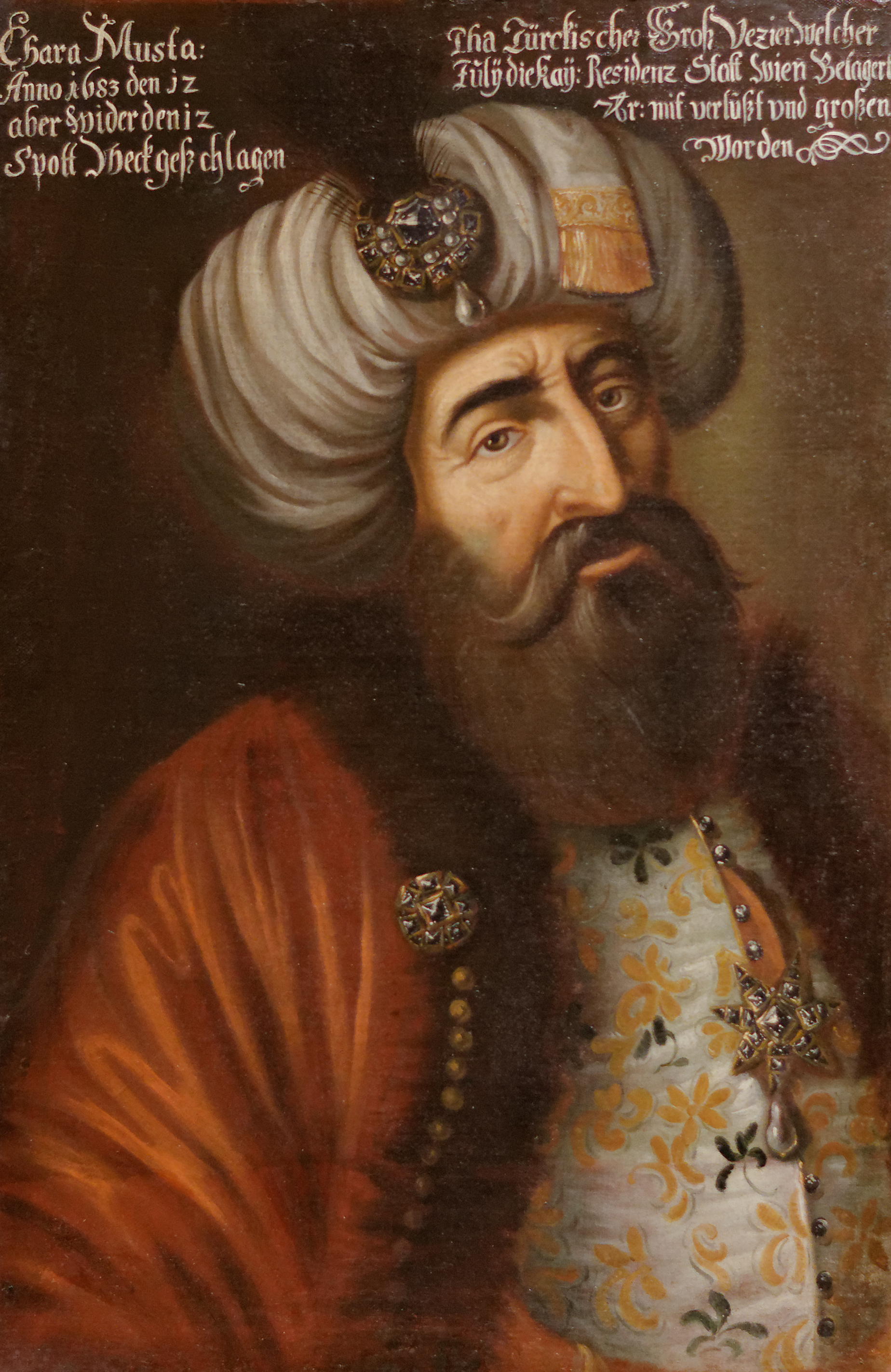
Kara Musztafa pasa (1634–1683)

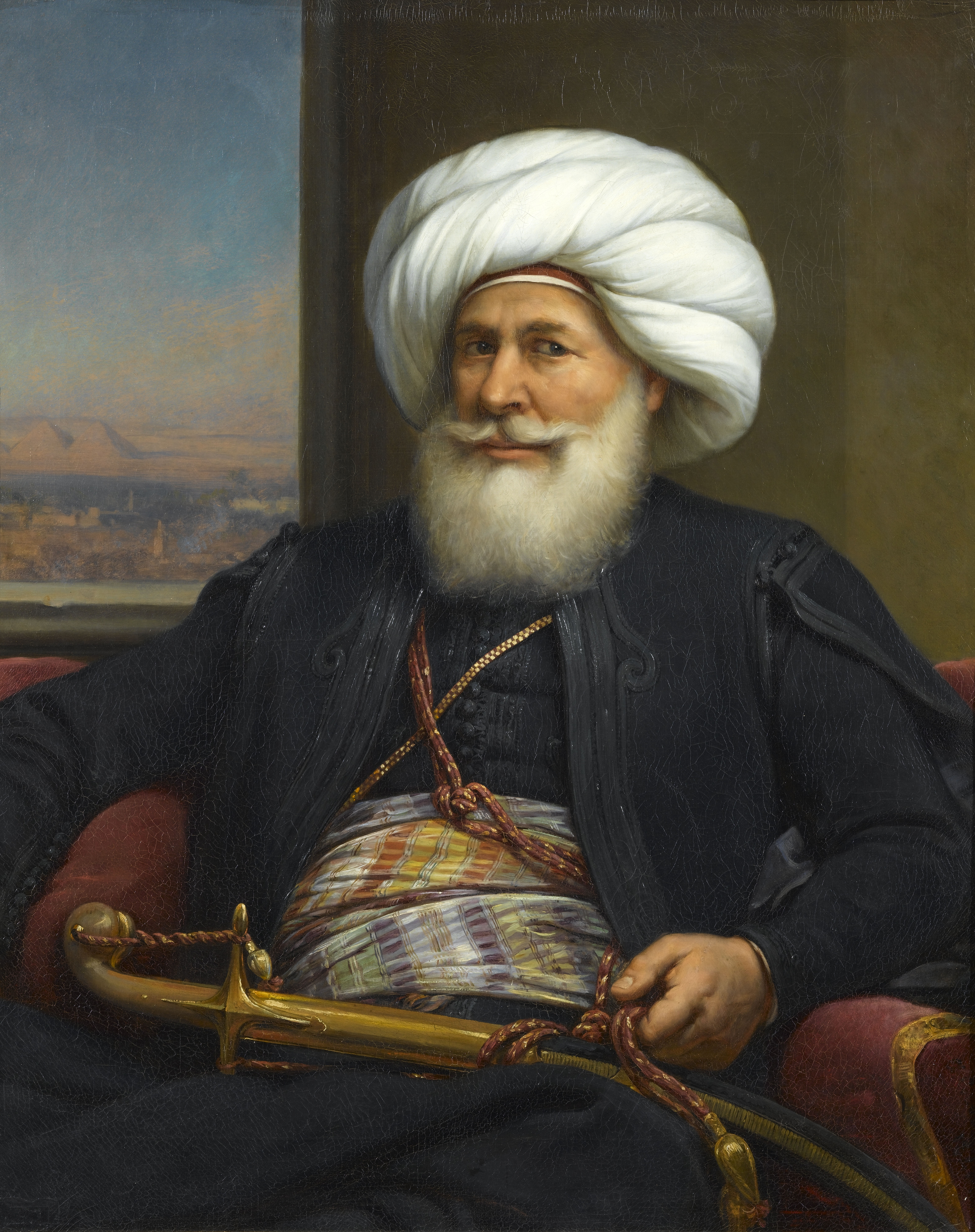
Mohamed Ali pasa (1769–1849)

A pasa (törökül Paşa, magyarosan basa) az Oszmán Birodalom fő katonai-közigazgatási vezetőit illető méltóság, cím volt. Az Oszmán Birodalomban a 14. századtól kezdve két katonai rang viselői kaphatták meg: egyrészt Anatólia és Rumélia tartományok beglerbégei, másrészt a diván vezírei. Elterjedésével a címet a katonákon kívül a polgári közigazgatás magas rangú tisztviselői is használhatták, köztük a tartományi kormányzók (a beglerbégek), a 16. század végétől pedig már a szandzsákbégek is. A Tanzimat-reformok után a katonai és polgári hierarchia kilenc lépcsője közül az első négynek, a vezíreknek, beglerbégeknek, marsalloknak és tábornokoknak járt pasai cím. A Török Köztársaságban már csak a legmagasabb rangú katonatisztek használták a címet. A török parlament 1934-ben a címet eltörölte.

## A szó eredete, használata
A pasa szó eredetéről többféle vélemény van:
- A szót általában a török baş szóból (ejtsd: bas, egyes török dialektusokban pas, jelentése „fej, vezér, valamilyen katonai alakulat feje”), illetve a baş ağa („fő úr”) kifejezés basaa, pasaa kiejtésű összevont alakjából eredeztetik. Ezt a feltevést támasztja alá, hogy a régi török nyelvben a méltóságnév Başa alakban is elterjedt volt, és csak a mai török nyelvben vált kizárólagossá a Paşa forma. A régi magyar nyelvben, főleg Zrínyinél és a török hódoltság korabeli okmányokban a bassa alak szerepel. A magyarban ma is a basa szó használatos, csak újabban kezd mellette a pasa alak is elterjedni. A b-kezdetű forma egyébként nemcsak a magyarból ismert, az arabban a szó alakja باشا (ejtsd: básá) a latinban pedig Bassa, sőt korábban például az angolban is a Bashaw formát használták.
- A szót sokan a perzsa nyelvből származtatják, a padisah (perzsául پادشاه, azaz „a sahok feje”) uralkodói cím padsah változatából.
- Egyesek azt állítják, hogy a szó a perzsa pa-i šah, vagyis „a sah lába” kifejezés összevonásából keletkezett. Ebben ősi perzsa hagyomány maradt meg, amelynek értelmében az államhivatalnokokat „a sah szemének, kezének, lábának vagy fülének” nevezték el. Így a belkormányzat felügyelője a „szem” volt, az adók végrehajtói a „kéz”, a hadak élén a „láb” és a törvények végrehajtói a „nyelv”. E képletes kifejezések közül a lábat kifejező pasa maradt meg, mint az uralkodó vezérének a címe.

A magyar basa szóra vonatkozóan van olyan nézet is, amely szerint a török pasa méltóságnév és basi tisztségnév összevonásából keletkezett.
A magyar „basáskodik” kifejezés az önkényeskedő, hatalmával visszaélő személyre használatos.

## Az oszmán történelem pasái
Az oszmán történelem legelső pasái Orkhan szultán testvére, Alaeddin és Orkhan fia, Szulejmán pasa voltak.